# Oluf Krabbe (general)
Oluf Krabbe, född den 1 november 1789, död den 30 mars 1864, var en dansk militär, far till Harald Krabbe, farbror till Christopher Krabbe.
Krabbe blev 1809 löjtnant, 1845 överstelöjtnant, anförde 1848 en bataljon i träffningarna vid Bov och Slesvig (där han blev sårad och tillfångatagen), utmärkte sig som överste och brigadchef 1849 i träffningen vid Ullerup i Sundeved och 1850 i slaget vid Isted, där han kommenderade vänstra flygeln, samt under försvaret vid Mysunde. År 1852 utnämndes han till generalmajor och fick 1860 generallöjtnants avsked.

## Utmärkelser
- Riddare av Dannebrogorden,  1840[2]
- Kommendör av Dannebrogorden,  1850[2]
- Dannebrogsmännens hederstecken,  1856[2]

[Redigera Wikidata]